# Großadmiral

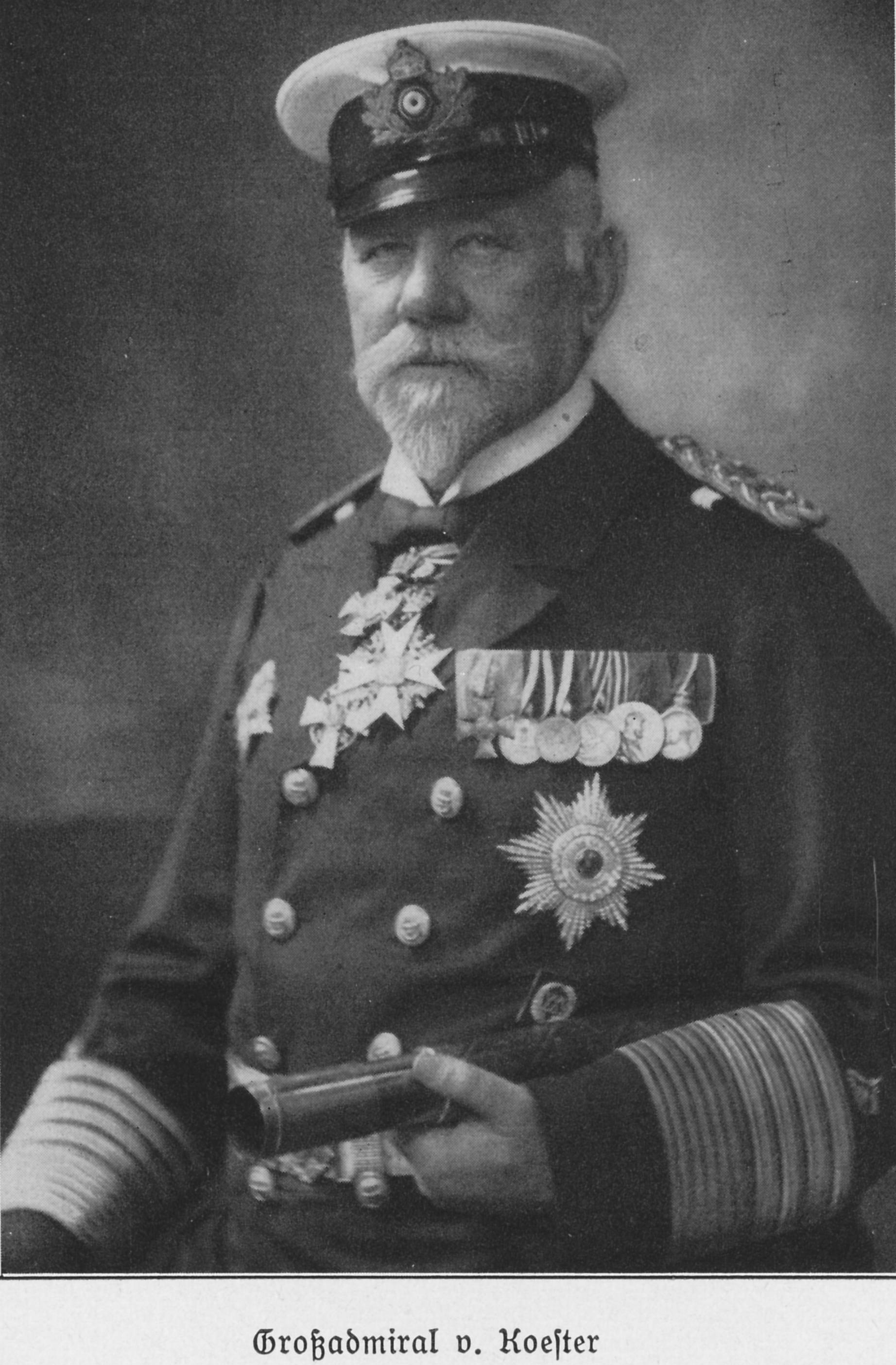
Großadmiral Hans von Koester

Großadmiral war der höchste Dienstgrad des Seeoffizierskorps in den Marinen verschiedener Staaten im 20. Jahrhundert, vor allem aber in der Kaiserlichen Marine und Kriegsmarine des Deutschen Reiches. Der Dienstgrad entsprach weitgehend dem Flottenadmiral angelsächsischer Flotten und war im Rang dem (General-)Feldmarschall der Landstreitkräfte gleichgestellt. Er wurde in der deutschen Marine 1900 eingeführt und erlosch 1945. Erster Träger des Dienstgrades war Hans von Koester, letzter Träger war Karl Dönitz.

## Geschichtliche Entwicklung aus Ämtern und Titeln
Der Begriff Admiral stammt etymologisch aus dem Arabischen und wurde im 16. Jahrhundert zu einer Bezeichnung für einen höheren militärischen Befehlshaber in den Seestreitkräften. Ein davon abgeleitetes Kronamt in Frankreich, der Admiral von Frankreich, wird in der Literatur manchmal falsch als Grand Admiral (Großadmiral) bezeichnet.
Im Heiligen Römischen Reich wurde erstmals der Hamburger Konvoikapitän Berend Jacobsen Karpfanger (1622–1683) mit diesem Titel ausgestattet. Mit dem Aufkommen stehender Flotten im 17. Jahrhundert entwickelte sich daraus ein regulärer militärischer Dienstgrad, der sich bald in Konteradmiral, Vizeadmiral und (Voll-)Admiral gliederte. Dabei entsprach der Admiral der Flotte dem General des Heeres. Verbunden mit der Entstehung immer größerer Flotten wurde es nötig Oberbefehlshaber zu bestimmen. Zu diesem Zweck wurde bereits im 16. Jahrhundert in England das Amt des Lord High Admiral geschaffen. Daneben entstand um 1690 mit dem Admiral of the Fleet ein neuer Dienstgrad in der Royal Navy, der allen anderen Admiralsdienstgraden übergeordnet war. An dieser Terminologie orientieren sich in den nächsten Jahrhunderten auch die Flotten Frankreichs, der Sowjetunion und der USA. In allen Fällen war der Flottenadmiral dem (Feld-)Marschall der Landstreitkräfte im Rang gleichgesetzt.
In Schweden gab es bis 1680 einen Reichsadmiral als oberstes Marineamt und danach bis 1828 einen Generaladmiral als höchsten Marinerang. Die darauffolgende Verleihung des Titels „Großadmiral“ (schw. Storamiral) an den Prinzen Karl sowie an den Kronprinzen Oskar blieb allerdings eine Ausnahme. Zu bemerken ist, dass zur einheitlichen Leitung der Marine Schwedens zwischen 1827 und 1840 ein „Großadmiralsbüro“ (schw. Storamiralsämbetet) bestand, dem Kronprinz Oskar vorstand. Insofern handelte es sich wieder um ein Amt.
Über verschiedene Lexika fanden diese Begriffe Eingang in die deutsche Sprache. Das Wort „Großadmiral“ tauchte ab 1794 in der deutschsprachigen Literatur als Übersetzung des englischen Lord High Admiral auf.

## Deutsches Reich

### Kaiserliche Marine
1900 wurde in der Kaiserlichen Marine der Rang eines Großadmirals geschaffen, als Pendant zum Generalfeldmarschall des Heeres. Dies geschah in Verbindung mit dem zweiten Flottengesetz (14. Juni 1900), das die massive Aufrüstung der Marine und die Schaffung einer Hochseeflotte vorsah. Der erste Inhaber des neuen Dienstgrades wurde am 28. Juni 1905 Hans von Koester. Er war gleichzeitig Generalinspekteur und ab 1903 Chef des „Kommandos der aktiven Schlachtflotte“, der ständig einsatzbereiten Schlachtflotte, wenn auch „unter Vorbehalt der Patentierung“. Letztere erhielt er erst bei seiner Ablösung als Kommandeur im folgenden Jahr. Koesters Nachfolger in diesem Kommando Heinrich Prinz von Preußen rückte 1909 in den Dienstgrad eines Großadmirals auf. Er wurde 1916 auch Großadmiral der k.u.k. Marine. Henning von Holtzendorff war 1918 bei seiner Ernennung (ohne Patent) Chef des Admiralstabes.

Äußeres Zeichen der Großadmiralswürde war der Großadmiralstab und die Großadmiralsflagge.
Der Dienstgrad war an die Ausübung von Kommandogewalt gebunden. Alfred von Tirpitz stellt eine Ausnahme dar, da er nie Flottenchef war, sondern Staatssekretär im Reichsmarineamt (RMA). Der Kaiser und das Marinekabinett stützten Tirpitz und erhöhten ihn 1909 mit der Ernennung zum Großadmiral über die Chefs der anderen Dienststellen der Marine. Er wurde lediglich mit dem „Rang und Titel als Großadmiral“ ausgestattet, nicht aber mit dem Patent bzw. dem Dienstgrad. Er erhielt daher keinen Großadmiralstab und durfte lediglich die Staatssekretärsflagge führen. Reinhard Stumpf wies in diesem Zusammenhang darauf hin, dass Tirpitz in dieser Hinsicht den Präzedenzfall für die „Verwaltungs-Marschälle“ der Wehrmacht darstellte, die den Dienstgrad nicht wie ansonsten üblich aufgrund von erfolgreichem Kriegseinsatz, sondern in Verbindung mit einem Verwaltungsamt verliehen bekamen. Es waren dies Werner von Blomberg 1936 als Reichskriegsminister, Wilhelm Keitel 1940 als Chef des Oberkommandos der Wehrmacht und Erhard Milch 1940 als Staatssekretär im Reichsluftfahrtministerium.
Legende:
- Ernennung gibt das Datum der offiziellen Ernennung zum Großadmiral an.
- Anmerkungen gibt Hintergründe zur Laufbahn und Dienststellung des Offiziers an und soll die Ernennung in einen Kontext einbetten.
- Die Zeilen derjenigen Personen, die den Rang als Großadmiral als ausländische Fürsten lediglich ehrenhalber erhielten, wurden zur besseren Kenntlichmachung grau hinterlegt.

| Bild | Name                       | geb.          | gest.         | Anmerkungen   | |
| ---- | -------------------------- | ------------- | ------------- | ------------- | --- |
|      | Hans von Koester           | 29. Apr. 1844 | 21. Feb. 1928 | 28. Juni 1905 | Koester trat 1859 in die Preußische Marine ein, diente auf verschiedenen Schiffen. Ende der 1880er Jahre kommandierte er verschiedene große Panzerschiffe und war mehrere Jahre Chef des Stabes der Admiralität. Seit 1897 Admiral befehligte er ab 1903 die kaiserliche Hochseeflotte. Daneben fungierte er als Generalinspekteur der Marine. Er schied 1906 aus dem Dienst. |
|      | Oskar II. von Schweden     | 21. Jan. 1829 | 8. Dez. 1907  | 13. Juli 1905 | Oskar wurde 1873 König von Schweden und Norwegen. Er wendete die Außenpolitik Schwedens dem Deutschen Reich zu und trat international als Vermittler (z. B. Samoa-Krise) auf. Unter seinen letzten Regierungsjahren spaltete sich schließlich Norwegen von Schweden ab. |
|      | Heinrich Prinz von Preußen | 14. Aug. 1862 | 20. Apr. 1929 | 4. Sep. 1909  | Der Bruder Kaiser Wilhelms II. trat 1877 in die Kaiserliche Marine ein, besuchte die Marineakademie und -schule, kommandierte bis 1895 verschiedene Schiffe bzw. Schiffsverbände und wurde 1903 Chef der Marinestation Ostsee, 1906 Kommandant der Hochseeflotte sowie 1909 Großadmiral. Im Ersten Weltkrieg diente er 1914 bis 1917 als Oberbefehlshaber der Ostseestreitkräfte. |
|      | Alfred von Tirpitz         | 19. März 1849 | 6. März 1930  | 27. Jan. 1911 | Tirpitz trat 1865 in die preußische Marine ein, wurde 1869 Seeoffizier, arbeitete Ende der 1870er Jahre an der Entwicklung der Torpedo-Waffe mit, wurde Ende der 1880er Jahre Kommandant verschiedener Kreuzer, 1890 Stabschef der Ostseedivision und 1892 Chef des Admiralstabes. Er entwickelte die Grundsätze der neuen Hochseeflotte. 1896/97 war er Befehlshaber des Ostasiengeschwaders und wurde 1897 Staatssekretär des Reichsmarineamts. Er gestaltete nun das Flotten-Wettrüsten mit Großbritannien, brachte die Flottengesetze ein und baute die Risikoflotte. Er schied 1916 aus. |
|      | Henning von Holtzendorff   | 9. Jan. 1853  | 7. Juni 1919  | 31. Juli 1918 | Holtzendorff trat 1869 in die preußische Marine ein, hatte verschiedene Bordkommandos, diente in Kreuzergeschwadern, war Kommandant eines Linienschiffes im Boxeraufstand, war nach 1905 in Marinestäben und wurde 1909 Oberbefehlshaber des I. Geschwaders der Hochseeflotte. Er schied 1913 im Streit mit Tirpitz aus. Ende 1915 wurde er als Chef des Admiralstabes reaktiviert und zeichnete sich verantwortlich für den uneingeschränkten U-Boot-Krieg ab 1917. Im Sommer 1918 wurde er entlassen.                                                                                       |

### Reichsmarine
In der Reichsmarine der Weimarer Republik wurde der Rang eines Großadmirals nicht vergeben. Admiral war der höchste Dienstgrad für Seeoffiziere.

### Kriegsmarine
1935 wurde die offizielle Bezeichnung der Seestreitkräfte des Deutschen Reiches im Zuge der Aufrüstung der nationalsozialistischen Wehrmacht in Kriegsmarine geändert. Am 20. April 1936 wurde mit dem Generaladmiral ein dem Generalobersten entsprechender Dienstgrad für den Oberbefehlshaber der Kriegsmarine geschaffen. Nur der Reichskriegsminister (Werner von Blomberg) war der einzige Höherrangige als Generalfeldmarschall.
Diese Hierarchie wurde nach der Blomberg-Fritsch-Krise im Februar 1938 verändert. Blomberg wurde entlassen und die Geschäfte des Reichskriegsministeriums auf das neue Oberkommando der Wehrmacht übertragen. Hitler übernahm den Oberbefehl über die Gesamtstreitkräfte; Göring wurde Generalfeldmarschall. Bereits 1935 hatte Hitler erwogen, den Oberbefehlshaber der Kriegsmarine zum Großadmiral zu ernennen. Da das jedoch die Rangordnung von 1936 unmöglich gemacht hätte, war er Raeders Vorschlag zur Einführung des Generaladmirals gefolgt. Nachdem diese Ordnung nun entfallen war, wurde Raeder am 1. April 1939 zum Großadmiral befördert. Nach dessen Entlassung wurde der neue Oberbefehlshaber der Kriegsmarine Karl Dönitz am 30. Januar 1943 zum Großadmiral befördert.
Nach 1946 verloren die Dienstgrad- und Rangordnung ihre offizielle Gültigkeit. Karl Dönitz nutzte sowohl in seinen Memoiren als auch in seinem Briefkopf die Wendung „Großadmiral a. D.“. In der Dienstgradstruktur der Bundeswehr ist der Dienstgrad nicht mehr vorgesehen und auch kein rangmäßiges Pendant vorhanden.
| Dienstgrad                |                                    |               |
| niedriger: Generaladmiral | Großadmiral (Generalfeldmarschall) | höher: keiner |

| Bild | Name         | geb.          | gest.         | Ernennung     | Anmerkungen |
| ---- | ------------ | ------------- | ------------- | ------------- | --- |
|      | Erich Raeder | 24. Apr. 1876 | 6. Nov. 1960  | 1. Apr. 1939  | Raeder, seit 1894 in der Marine, wurde Seeoffizier, besuchte die Marineakademie, hatte verschiedenen Bordkommandos, diente im Ersten Weltkrieg er als Erster Admiralstabsoffizier, kommandiert 1917/18 ein Schiff, wurde Chef der Zentralabteilung im Reichsmarineamt, 1924 Befehlshaber der Marinestation Ostsee und 1928 Chef der Marineleitung. Nach 1933 war er für Aufrüstung durch Großkampfschiffe verantwortlich und erarbeitete die Pläne für den Einsatz der Kriegsmarine. 1943 entlassen, wurde er 1945 im Nürnberger Hauptkriegsverbrecherprozess verurteilt. |
|      | Karl Dönitz  | 16. Sep. 1891 | 24. Dez. 1980 | 30. Jan. 1943 | Dönitz, seit 1910 in der Marine, wurde 1913 Seeoffizier, kam auf der Breslau unter osmanisches Kommando, stieß 1915 zur U-Boot-Waffe, ab 1919 im Stab der Marinestation Ostsee, zum Admiralstabsoffizier ausgebildet, bis 1930 Ersten Admiralstabsoffizier, ab 1933 Auftrag zum Aufbau der U-Boot-Flotte, 1936 Führer der Unterseeboote, Januar 1943 Oberbefehlshaber der Kriegsmarine, 1945 letztes Staatsoberhaupt (→ Regierung Dönitz) und im Nürnberger Hauptkriegsverbrecherprozess verurteilt.                                                                      |

## Österreich-Ungarn
In der k.u.k. Kriegsmarine Österreich-Ungarns wurde der Dienstgrad des Großadmirals 1916 geschaffen. Im System der österreichisch-ungarischen „Rangklassen“ gehörte ein k.u.k. Großadmiral der 2. Rangklasse an und war somit einem k.u.k. Generalobersten gleichgestellt, unterhalb der 1. Rangklasse eines k.u.k. Feldmarschalls. Unterhalb der 2. Rangklasse stand die 3. Rangklasse, mit dem Dienstgrad eines Admirals.
Einziger k.u.k. Großadmiral war Anton Haus als Oberbefehlshaber der österreichisch-ungarischen Kriegsmarine. Lediglich Kaiser Karl I. führte in seiner Eigenschaft als Oberkommandierender der Streitkräfte Österreich-Ungarns u. a. auch diesen Dienstgrad. Die beiden anderen Ernennungen zum k.u.k. Großadmiral erfolgten ehrenhalber und betrafen Heinrich Prinz von Preußen und Kaiser Wilhelm II.
Legende:
- Ernennung gibt das Datum der offiziellen Ernennung zum Großadmiral an.
- Anmerkungen gibt Hintergründe zur Laufbahn und Dienststellung des Offiziers an und soll die Ernennung in einen Kontext einbetten.
- Die Zeilen derjenigen Personen, die den Rang als Großadmiral als ausländische Fürsten lediglich ehrenhalber erhielten, wurden zur besseren Kenntlichmachung grau hinterlegt.

| Bild | Name                          | geb.          | gest.         | Ernennung     | Anmerkungen |
| ---- | ----------------------------- | ------------- | ------------- | ------------- | --- |
|      | Anton Haus                    | 13. Juni 1851 | 8. Feb. 1917  | 12. Mai 1916  | Haus, seit 1869 in der k.u.k. Marine, wirkte als Lehrer an der Marineakademie Fiume, übernahm 1901 das Kommando über einen Panzerkreuzer, nahm 1907 an der Haager Konferenz teil, diente ab 1912 als Flotteninspekteur und 1913 als Oberkommandant der Kriegsmarine und operierte 1915 in der Adria gegen die italienische Truppen.                                       |
|      | Heinrich Prinz von Preußen    | 14. Aug. 1862 | 20. Apr. 1929 | 9. Okt. 1916  | Der Bruder Kaiser Wilhelms II. trat 1877 in die Kaiserliche Marine ein, besuchte die Marineakademie und -schule, kommandierte bis 1895 verschiedene Schiffe und Schiffsverbände, wurde 1903 Chef der Marinestation Ostsee, 1906 Kommandant der Hochseeflotte sowie 1909 Großadmiral. Im Ersten Weltkrieg diente er 1914 bis 1917 Oberbefehlshaber der Ostseestreitkräfte. |
|      | Karl Erzherzog von Österreich | 17. Aug. 1887 | 1. Apr. 1922  | 1. Nov. 1916  | Karl wurde 1906 nach Franz Ferdinand Thronfolger Österreich-Ungarns. Nur wenig politisch und militärisch einbezogen wurde er 1916 Kommandant eines Korps und danach neuer Kaiser. Er übernahm den Oberbefehl und suchte bald den Friedensschluss. |
|      | Wilhelm II., Deutscher Kaiser | 27. Jan. 1859 | 4. Juni 1941  | 22. Feb. 1917 | Wilhelm trat 1877 in den Militärdienst ein, wurde Hauptmann und besuchte eine Universität. 1888 wurde er zum neuen Kaiser des Deutschen Reiches. Von 1898/1900 förderte er gezielt den Aufbau einer schlagkräftigen Schlachtflotte, was zum Wettrüsten mit Großbritannien führte.                                                                                         |

## Andere Länder
In Anlehnung an den deutschen Dienstgrad führten auch Italien und Peru eine Rangstufe ein, die dem deutschen Vorbild verwandt war. In Italien konnte auch ein Rückgriff auf den Grande Ammiraglio del Regno di Napoli herangezogen werden.

### Italien
Seit 1922 regierte Benito Mussolini als Ministerpräsident in Italien, wo sich die Auseinandersetzungen zwischen faschistischer Bewegung und antifaschistischen Kräften 1924 zuspitzten. Es war Mussolini wichtig sich des Militärs zu versichern. Er rehabilitierte den ehemaligen Chef des Generalstabes Luigi Cadorna und führte 1924 den Maresciallo d’Italia (Marschall von Italien). Gleichzeitig wurde ein entsprechendes Pendant für die Seestreitkräfte, der Grande Ammiraglio (Großadmiral) geschaffen. Dem folgte am 26. März 1925 die Festlegung eigener Dienstgradabzeichen. Einziger Träger des Dienstgrades wurde Paolo Thaon di Revel.
Thaon di Revel diente seit den 1870er Jahren in der italienischen Marine, befehligte 1911 im Italienisch-Türkischen Krieg einen Flottenverband, war im Ersten Weltkrieg Chef des Admiralstabes und ab April 1917 Oberbefehlshaber der Seestreitkräfte. 1922 war er Marineminister. Als Großadmiral stand er über allen anderen Seeoffizieren. Er wurde 1925 entlassen. 1947 wurde der Dienstgrad Grande Ammiraglio abgeschafft.

### Peru

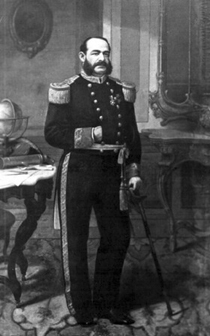
Admiral Miguel Grau in zeitgenössischer Darstellung

Der peruanischen Kongress führte am 24. November 1967 den Rang eines Gran Almirante Del Perú (Großadmiral von Peru) ein, verlieh ihn postum an den Nationalhelden Miguel Grau Seminario. Grau hatte als Kapitän zur See der peruanischen Marine bereits am Spanisch-Südamerikanischen Krieg teilgenommen, wurde schließlich Abgeordneter des Parlaments und Leiter der Marineschule. Im Salpeterkrieg (1879–1884) leitete er als Admiral die Operationen der peruanischen Seestreitkräfte und kommandierte die Huáscar. Er siegte 1879 im Gefecht von Iquique, überfiel zahlreiche chilenische Küstenstädte und erbeutete eine große Zahl von Transportschiffen. Das verzögerte die chilenische Invasion Perus, bis die Huáscar wenig später am 8. Oktober 1879 im Gefecht von Angamos von einer Übermacht niedergekämpft und erobert wurde, wobei er und alle Offiziere fielen.
Grau wurde in der Folge zum beinahe mythischen peruanischen Volkshelden stilisiert und als Caballero de los Mares (Ritter der Meere) bekannt.
Bei der Verleihung des Ranges eines Großadmirals handelt es sich um eine Ausnahme, die den Nationalhelden postum im Rang über alle anderen Offiziere setzen sollte.